# إيفان بافلوفيتش بوليوي
إيفان بافلوفيتش بوليوي (بالألمانية: Johann Puluj، بالأوكرانية: Іван Павлович Пулюй، بالإنجليزية: Ivan Pavlovych Puluj، بالفارسية: ایوان پولیوی، بالفرنسية: Ivan Pavlovytch Pouliouï) (2 فبراير 1845- 31 يناير 1918) كان فيزيائيًا ومخترعًا أوكرانيًا معروفًا بأبحاثه المبكرة في الأشعة السينية. ظلت مساهماته مهملة إلى حد كبير حتى نهاية القرن العشرين.

## دعم الثقافة الأوكرانية
يُعرف إيفان بوليوي أيضًا بمساهمته في الترويج للثقافة الأوكرانية. كان داعمًا نشطًا لافتتاح الجامعة الأوكرانية في لفيف ونشر مقالات لدعم اللغة الأوكرانية. قام بالتعاون مع بانتيليمون كوليش بترجمة الأناجيل إلى اللغة الأوكرانية. بصفته أستاذًا، نظم إيفان بوليوي منحًا دراسية للطلاب الأوكرانيين في الإمبراطورية النمساوية المجرية.
في 2018، تأسست الجمعية العالمية لعلماء الأشعة السينية في مدينة لفيف تكريما لإيفان بوليوي.

## روابط خارجية
- إيفان بافلوفيتش بوليوي على موقع المحدد المعياري الدولي للأسماء